# People Have the Power
People Have the Power è un brano musicale rock scritto da Patti Smith e Fred Smith e pubblicato come singolo discografico estratto dall'album Dream of Life di Patti Smith (1988).